# اچ‌ام‌اس نیسوس (۱۸۱۰)
اچ‌ام‌اس نیسوس (۱۸۱۰) (به انگلیسی: HMS Nisus (1810)) یک کشتی بود که طول آن ۱۵۴ فوت (۴۷ متر) بود.